# Barbara Valentin
Barbara Valentin (născută Ursula Ledersteger; n. 15 decembrie 1940, Viena – d. 22 februarie 2002, München) a fost o actriță austriacă cu activitate desfășurată preponderent în Germania.

## Date biografice
Barbara a fost fiica arhitectului Hans Ledersteger și a actriței Irmgard Alberti. A fost inițial cosmeticiană, apoi a absolvit o școală de actorie. În primii ani ai carierei sale de actriță, a jucat numai roluri secundare în filme minore.
La celebritate a ajuns datorită regizorului Rainer Werner Fassbinder. Între interpretările mai importante se numără cele din filmele Effie Briest (ecranizarea romanului cu același nume de Theodor Fontane), Martha, Lili Marleen, Welt am Draht. A participat ultima oară la o filmare în 2001. A decedat un an mai târziu din cauza unei hemoragii cerebrale. Mormântul său se află în orașul München.
Barbara Valentin a fost în anii 1983-1985 iubita cântărețului Freddie Mercury.

## Filmografie
- 1959: Die Nackte und der Satan / Des Satans nackte Sklavin
- 1960: Ein Toter hing im Netz
- 1960: Mal drunter - mal drüber
- 1961: Das Mädchen mit den schmalen Hüften
- 1961: In der Hölle ist noch Platz
- 1962: Küß mich, als gäb's kein morgen (The Festival Girls)
- 1965: Scharfe Schüsse auf Jamaika (A 001, operazione Giamaica)
- 1966: In Frankfurt sind die Nächte heiß
- 1967: Carmen Baby
- 1968: The Star Maker
- 1968: Der Partyphotograph
- 1969: Köpfchen in das Wasser, Schwänzchen in die Höh´
- 1970: Beiß mich, Liebling
- 1971: Furchtlose Flieger (1971)
- 1971: Olympia-Olympia
- 1972: Happy End oder Wie ein kleines Heilsarmeemädchen Chicagos größte Verbrecher in die Arme der Gesellschaft zurückführte (serial TV)
- 1972: König, Dame, Bube (King, Queen, Knave)
- 1973: Unsere Tante ist das Letzte
- 1973: Die Partner (serial TV)
- 1973: Die Herrenpartie (serial TV Lokaltermin)
- 1973: Welt am Draht (miniserial TV)
- 1973: Mallorca und zurück (serial TV Zwischen den Flügen)
- 1974: Dreiviertelreife (serial TV Münchner Geschichten)
- 1974: Glücksach (serial TV Münchner Geschichten)
- 1974: Nora Helmer (serial TV)
- 1974: Effi Briest
- 1974: Faustrecht der Freiheit
- 1974: Martha (serial TV)
- 1975: Tristan (serial TV)
- 1975: Das Messer im Rücke
- 1975: Angst essen Seele auf
- 1976: Herr S. kommt nicht zum Zuge (serial TV)
- 1976: Bomber & Paganini (film TV)
- 1977: Fairy (serial TV)
- 1977: Gefundenes Fressen
- 1977: Frauenstation
- 1978: Flammende Herzen
- 1979: Der ganz normale Wahnsinn (serial TV)
- 1979: Victor (serial TV)
- 1979: Neues vom Räuber Hotzenplotz
- 1979: St. Pauli-Landungsbrücken: Wilder Majoran
- 1980: Ein Abend mit Labiche / In Paris ist alles möglich (serial TV)
- 1980: Berlin Alexanderplatz (serial TV)
- 1980: Looping
- 1981: Der Wasserball von Schildershausen (serial TV)
- 1981: Primel macht ihr Haus verrückt
- 1981: Lili Marleen
- 1981: Heute spielen wir den Boß / Wo geht's denn hier zum Film?
- 1982: Das blaue Bidet (serial TV)
- 1983: Die Insel der blutigen Plantage
- 1983: Die unglaublichen Abenteuer des Guru Jakob
- 1984: Rita Ritter
- 1984: Dorian Gray im Spiegel der Boulevardpresse
- 1984: Im Himmel ist die Hölle los
- 1984: Der feine Unterschied (serial TV SOKO 5113)
- 1985: Die Frau mit den Karfunkelsteinen (serial TV)
- 1986: Der zweite Sieg (The Second Victory)
- 1986: Miko - aus der Gosse zu den Sternen
- 1986: Geld oder Leber!
- 1987: Todsichere Methode (serial TV SOKO 5113)
- 1987: Frontenwechsel (serial TV SOKO 5113)
- 1988: Kasse, bitte! (serial TV)
- 1988: Die Geierwally
- 1988: Dreimal kräht der Hahn (serial TV Der Schwammerlkönig)
- 1989: Der Fluch
- 1989: Tod im Schlafsack (serial TV Ein Fall für zwei)
- 1990: Der Schönheitschirurg (serial TV Ein Schloß am Wörthersee)
- 1990: Go, Trabi, Go
- 1991: Großstadtrevier (serial TV): episodul Tod auf Raten (Moarte în rate)
- 1991: Go, Trabi, Go
- 1992: Der Unschuldsengel (serial TV)
- 1993: Ein Mann für meine Frau (serial TV)
- 1994: Schönes Wochenende (serial Hallo, Onkel Doc!)
- 2001: Die Hunde sind schuld (serial TV)